# Ivan Dykhovichny
Ivan Dykhovichny (16 de outubro de 1947 - 27 de setembro de 2009) foi um diretor de cinema russo.
Dirigiu dez filmes entre 1984 e 2009. Seu filme Música para Dezembro foi exibido na seção Un Certain Regard do Festival de Cannes de 1995.
Seu pai, Vladimir Abramovich Dykhovichny (1911–1963), era um conhecido compositor soviético, a mãe Alexandra Iosifovna Sinani era bailarina. Dykhovichny era amigo íntimo de Vladimir Vysotsky, que lhe dedicou um longo poema.

## Filmografia
- Moscow, My Love (1974) — ator
- Sunday Walks (1984) — ator
- Ispytatel (1985) — diretor
- The Black Monk (1988) — diretor, roteirista
- Prorva (1992) — diretor, roteirista
- Women's Role (1994) — diretor, roteirista
- Music for December (1995) — diretor, roteirista
- Krestonosets 2 (1997) — diretor, ator
- The Kopeck (2002) — diretor, roteirista
- Inhalation-Exhalation (2006) — diretor
- Europe-Asia (2009) — diretor